# Pungitius sinensis
Pungitius sinensis is een straalvinnige vissensoort uit de familie van stekelbaarzen (Gasterosteidae). De wetenschappelijke naam van de soort is, als Gasterosteus sinensis, voor het eerst geldig gepubliceerd in 1869 door Guichenot.